# Thorigny (Wandea)
Thorigny – miejscowość i gmina we Francji, w regionie Kraj Loary, w departamencie Wandea.
Według danych na rok 1990 gminę zamieszkiwało 828 osób, a gęstość zaludnienia wynosiła 26 osób/km² (wśród 1504 gmin Kraju Loary Thorigny plasuje się na 655. miejscu pod względem liczby ludności, natomiast pod względem powierzchni na miejscu 257.).